# Northrop Corporation

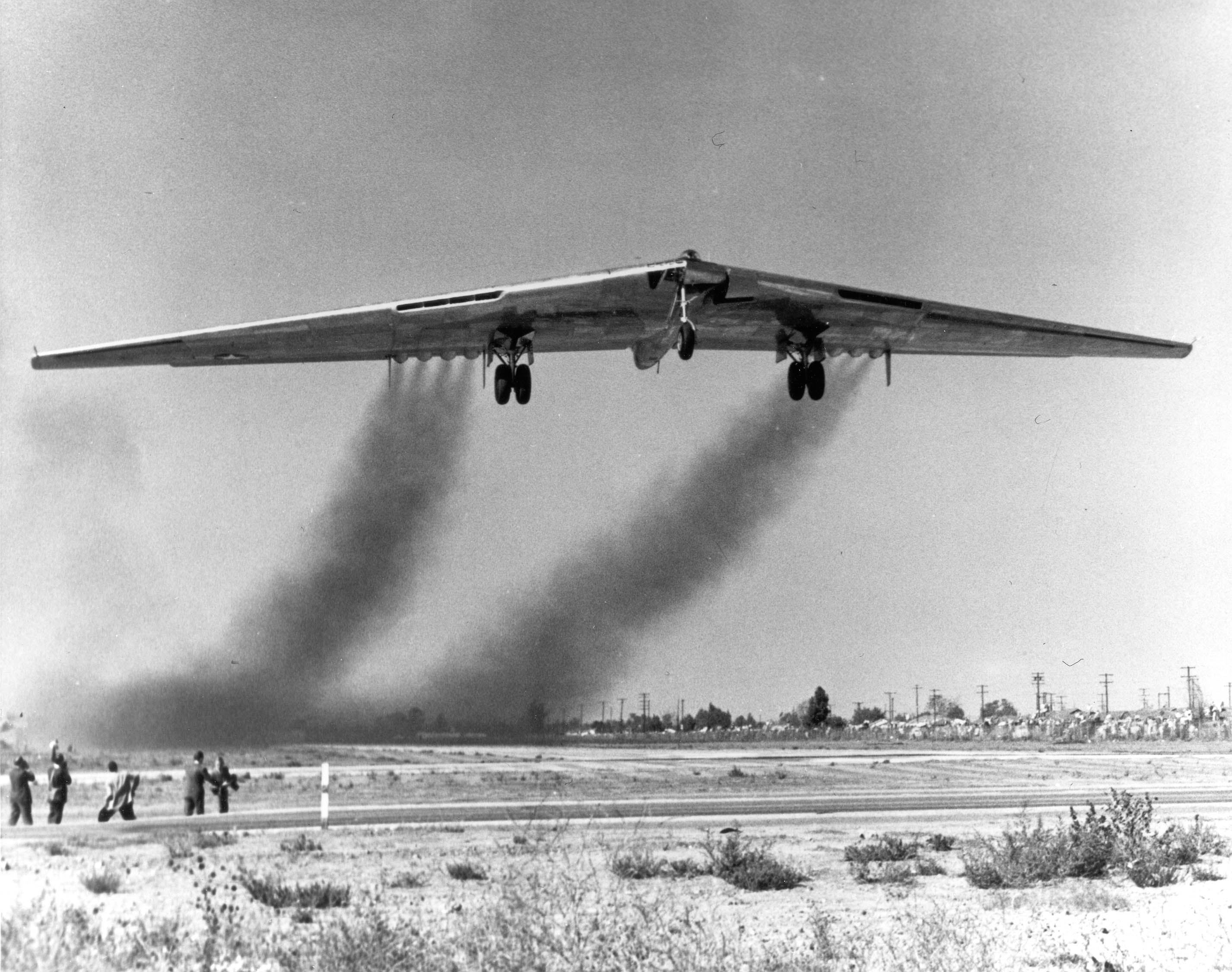
Експериментальний бомбардувальник Northrop YB-49 (1947)

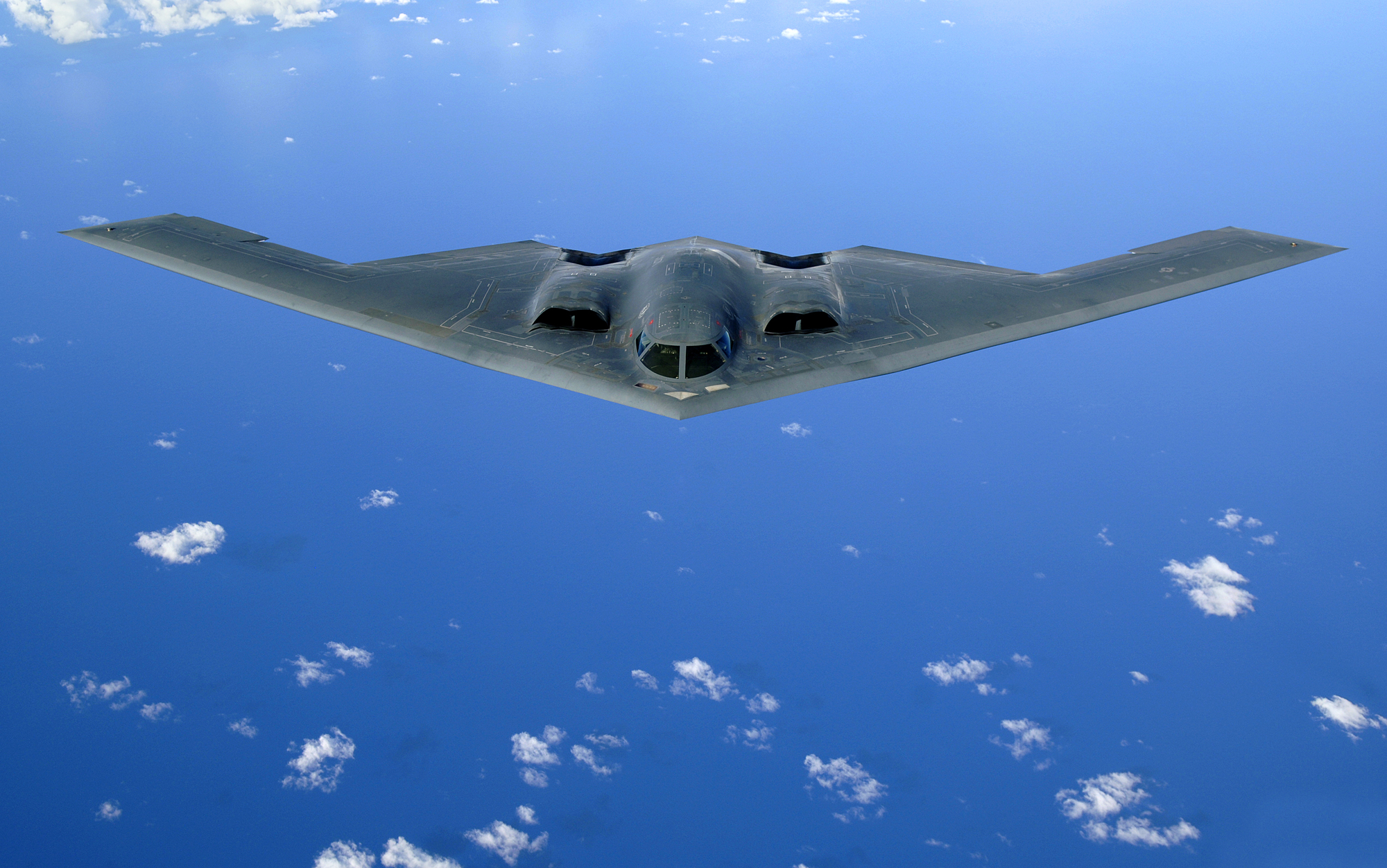
Northrop B-2 Spirit (1989)

«Northrop Corporation» — колишня провідна авіабудівна компанія США. Заснована 1939 року Джоном Нортропом із штаб квартирою в місті Гоуторн, штат Каліфорнія. Набула популярності завдяки своїм проектам «літаючих крил». Хоча цілий ряд прототипів пройшов льотні випробування, у серійне виробництво були запущені лише важкий нічний винищувач Northrop P-61 Black Widow (1942) і стелс-бомбардувальник Northrop B-2 Spirit (1989).
Після втрати «Lockheed Martin» контракту за програмою «Advanced Tactical Fighter» і відхилення заявки на участь у програмі «Joint Strike Fighter», 1994 року компанія була змушена об'єднатися з корпорацією «Grumman» і сформувати компанію «Northrop Grumman».